# 銀城鋪駅
銀城鋪駅（ぎんじょうほえき）は河北省唐山市豊潤区にある、中国鉄路総公司（CR）京哈線の駅。1975年に開業。北京駅から158km、ハルビン駅から1091kmの位置にある。北京鉄路局所属の四等駅に設定されている。

## 駅周辺
- 烟筒山
- G102国道

## 隣の駅
中国国鉄
京哈線
唐山北駅 - 銀城鋪駅 - 石郎荘駅